# О Тысячелетнем царстве Господа на Земле
«О Тысячелетнем царстве Господа на Земле» (2001) — книга православного священника Бориса Кирьянова.
В книге разбирается отношение раннехристианских писателей к учению о «Тысячелетнем царстве» святых со Христом на земле, изложенное в 20-й главе Откровения Иоанна Богослова (Откр. 20).

## Учение о «Тысячелетнем царстве»
Основная идея учения о «Тысячелетнем царстве» состоит в следующем: в конце времени Иисус Христос возвратится в Славе собрать вместе святых, разрушить враждебные Ему силы и основать на земле видимое славное царство, преисполненное духовными и материальными Божиими благословениями.
Праведники «ожили и царствовали со Христом тысячу лет» — утверждает Откровение Иоанна о «первом воскресении» (Откр. 20:4-5). По окончании «Тысячелетнего царства» наступит всеобщее воскресение мёртвых и Страшный суд.

## Содержание книги
В книге рассматриваются аргументы ранних христианских писателей, приводимые в защиту или опровержение
веры в «Тысячелетнее царство» святых со Христом на земле,
которое должно осуществиться в последние времена (Откр. 20).
Книга изобилует пространными цитатами из произведений
ранних христиан, писавших об этом вопросе.
Автор полемизирует с точкой зрения митрополита Макария (Булгакова),
осуждающего от лица Церкви учение о «Тысячелетнем царстве»,
изложенной во втором томе его «Православно-догматического богословия».
В частности, автор показывает, что утверждение митрополита Макария об
осуждении хилиазма Вторым Вселенским Собором,
является ошибочным.
Автор также касается учения апостола Павла о субботстве народа Божия (Евр. 4),
неверия современных саддукеев в первое воскресение (Откр. 20)
и вопроса новозаветного священства по чину Мелхиседека (Евр. 5).

## Сторонники и противники учения о «Тысячелетнем царстве»
Среди раннехристианский писателей отношение к вопросу о приходе «Тысячелетнего царства» было неоднозначно. Как среди сторонников, так и среди противников «Тысячелетнего царства» были учёнейшие мужи, а также признанные церковью святые.
До второй половины IV века даже вопрос о каноничности Апокалипсиса оставался открытым. Когда Лаодикийский собор (364) впервые официально принял список книг Нового Завета, то Апокалипсис" туда не вошёл. Евсевий Кесарийский относил Апокалипсис к подложным книгам. В послании «О том, какие подобает читать книги Ветхого и Нового Завета» Григорий Богослов упоминает 26 новозаветных книг, исключая Апокалипсис.
Борис Кирьянов приводит обширные цитаты из сочинений как сторонников, так и противников
веры в приход «Тысячелетнего царства» в последние времена.

### Сторонники «Тысячелетнего царства»
| Имя                          | Дата       | О Тысячелетнем царстве |
| ---------------------------- | ---------- | --- |
| ап. Варнава                  | I век      | «Послание ап. Варнавы» гл. 15 |
| св. Папий Иерапольский       | I-II век   | «Изложение изречений Господних». Отрывки у св. Иринея Лионского («Против ересей», кн. V, гл. 33:3—4). Архивная копия от 2 декабря 2008 на Wayback Machine и у Евсевия Кесарийского («Церковная история», кн. III, гл. 39). Архивная копия от 17 ноября 2011 на Wayback Machine                        |
| св. Иустин Философ и Мученик | II век     | «Диалог с Трифоном иудеем», гл. 80—82. Архивная копия от 6 января 2011 на Wayback Machine |
| св. Ириней Лионский          | II век     | «Против ересей». кн. V, гл. 30—36. Архивная копия от 2 декабря 2008 на Wayback Machine О нём: Евсевий Кесарийский, «Церковная история», кн. III, гл. 39. Архивная копия от 17 ноября 2011 на Wayback Machine                                                                                          |
| св. Ипполит Римский          | II—III век | «О Христе и антихристе». Архивная копия от 16 ноября 2011 на Wayback Machine «Толкования на книгу пророка Даниила». Архивная копия от 19 января 2010 на Wayback Machine |
| св. Мефодий Патарский        | III-IV век | «Пир десяти дев». Архивная копия от 6 января 2011 на Wayback Machine Речь IX. Тисиана. Архивная копия от 7 января 2011 на Wayback Machine «О воскресении, против Оригена». Архивная копия от 14 октября 2007 на Wayback Machine «О сотворенном». Архивная копия от 14 октября 2007 на Wayback Machine |
| еп. Непот Египетский         | II—III век | О нём: Евсевий Кесарийский, «Церковная история», кн. VII, гл. 24. Архивная копия от 17 ноября 2011 на Wayback Machine |
| Лактанций                    | III-IV век | «Божественные наставления» в 7-ми книгах, кн. VII, гл.24. The Divine Institutes, Архивная копия от 5 марта 2010 на Wayback Machine http://www.ccel.org/ccel/schaff/anf07.iii.ii.vii.xxiv.html Архивная копия от 19 июня 2010 на Wayback Machine                                                       |

### Противники «Тысячелетнего царства»
| Имя                          | Дата       | О Тысячелетнем царстве |
| ---------------------------- | ---------- | --- |
| Гай Римский                  | III век    | О нём: Евсевий Кесарийский, «Церковная история» Архивная копия от 17 ноября 2011 на Wayback Machine, кн. III, гл. 28 Архивная копия от 17 ноября 2011 на Wayback Machine и кн. VI, гл. 20. Архивная копия от 17 ноября 2011 на Wayback Machine |
| Ориген                       | II—III век | «О началах», кн. II, гл. 11, § 2. Архивная копия от 26 июня 2010 на Wayback Machine De Principiis, bk.II, ch.11, n.2. Архивная копия от 20 июля 2008 на Wayback Machine О нём: Евсевий Кесарийский, «Церковная история», кн. VII, гл. 24—25. Архивная копия от 17 ноября 2011 на Wayback Machine |
| св. Дионисий Александрийский | III век    | О нём: Евсевий Кесарийский, «Церковная история», кн. VII, гл. 24—25. Архивная копия от 17 ноября 2011 на Wayback Machine |
| Евсевий Кесарийский          | III-IV век | «Церковная история», кн. III, гл. 28,39 Архивная копия от 17 ноября 2011 на Wayback Machine; кн. VII, гл. 24—25. Архивная копия от 17 ноября 2011 на Wayback Machine |
| Тихоний Африканский          | IV век     | О нём: Геннадий Массилийский, «Книга о церковных писателях». Jerome and Gennadius. «Lives of Illustrious Men.» Архивная копия от 20 октября 2011 на Wayback Machine Ch.XVIII «Tichonius the African». Архивная копия от 23 июля 2011 на Wayback Machine (англ.) |
| св. Василий Великий          | IV век     | «Письма». Письмо 255 (263). «К западным». (недоступная ссылка) |
| св. Григорий Богослов        | IV век     | Послание 3. К пресвитеру Кледонию против Аполлинария — первое. Архивная копия от 7 января 2011 на Wayback Machine |
| Епифаний Кипрский            | IV век     | Панарион. Против димиритов, ереси 57-я и 77-я. Архивная копия от 27 июня 2010 на Wayback Machine |
| бл. Иероним Стридонский      | IV-V век   | «Толкования на пророка Исаию», XXX:26, LIV:11, LV:3, LVIII:14. «Толкования на пророка Иезекииля», XVI:35. «Толкования на пророка Захарию», XIV:6. «Толкование на Евангелие от Матфея», Архивная копия от 22 марта 2009 на Wayback Machine гл. XIX, стихи 29-30. Архивная копия от 21 февраля 2007 на Wayback Machine «О знаменитых мужах», гл. XVII. Архивная копия от 22 марта 2009 на Wayback Machine |
| св. Филастрий Бриксийский    | IV век     | «Книга ересей», гл. LIX. «Liber De Haeresibus», Архивная копия от 20 мая 2011 на Wayback Machine LIX. (лат.) |
| бл. Аврелий Августин         | IV-V век   | «О Граде Божием», Архивная копия от 29 октября 2009 на Wayback Machine кн. ХХ, гл. 7-9. Архивная копия от 29 октября 2009 на Wayback Machine |
| св. Андрей Кесарийский       | VI-VII век | «Толкование на Апокалипсис». Статья шестьдесят третья. О Гоге и Магоге. Архивная копия от 19 апреля 2011 на Wayback Machine |